# Маковей Осип Степанович
О́сип Степа́нович Макове́й (23 серпня 1867, м. Яворів, нині Львівської області — 21 серпня 1925, м. Заліщики, нині Тернопільської області) — український поет, прозаїк, публіцист, критик, літературознавець, перекладач, редактор багатьох періодичних видань, педагог, громадсько-політичний діяч. Доктор філософії, дійсний член НТШ. Автор однієї з перших біографічних праць про Пантелеймона Куліша.

## Життєпис
Народився 23 серпня 1867 року в м. Яворові (Яворівського повіту, Королівство Галичини та Володимирії, Австро-Угорська імперія, нині Львівської області, Україна) в родині кушніра.
Після початкової школи у рідному місті навчався у 1879—1887 роках у Львівській ґімназії. В 1887—1893 роках студіював філософію у Львівському університеті. На цей час припадають його перші літературні спроби. Створені ще на шкільній лаві переклади з Овідія і Гайне, як і вірш «Заказані яблука», Іван Франко опублікував у часописі «Зоря». Відтоді Маковей друкується у провідних українських журналах і альманахах.
1895 року з'явилася його перша збірка віршів «Поезії». За нею виходять у світ збірка «Подорож до Києва» (1897), спрямована проти псевдопатріотичних галицьких політиків сатирична поема «Ревун» (1911) і багато поетичних циклів у періодиці («Сум і глум», 1896, «Гірські думи», 1899, «Строфи», 1911).
Після закінчення університету Осип Маковей присвятив себе журналістиці: був співробітником львівської «Зорі» в 1895—1897 роках, працював головним редактором газети «Буковина», яка набула під його керівництвом широкого резонансу у слов'янському світі. Тут публікувалися буковинські автори Ольга Кобилянська, Євгенія Ярошинська, Іван Бажанський та інші.

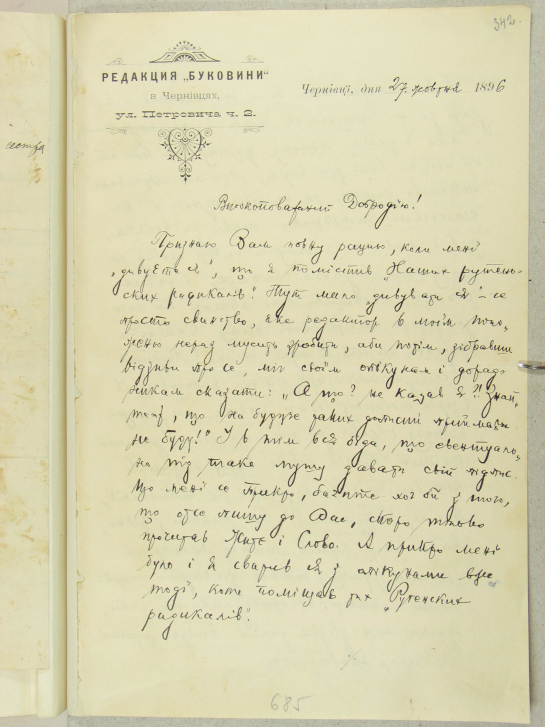
Лист Осипа Маковея до Івана Франка від 27 жовтня 1896 р.

Наприкінці 1897 року запрошений на посаду редактора новоствореного львівського часопису «Літературно-науковий вістник», де співпрацював з Іваном Франком, Михайлом Павликом, Володимиром Гнатюком, Михайлом Грушевським.

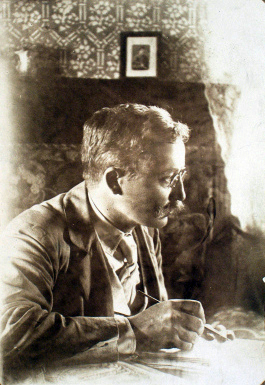
Осип Маковей. Фото, орієнтовно поч. 1900-х років

Навесні 1899 року отримав державну стипендію для молодих письменників у Віденському університеті, де слухав лекції відомих славістів і займався науковими дослідженнями. Під керівництвом професора Ватрослава Ягича він написав наукову роботу про поему видатного хорватського поета XVII століття Івана Гундулича «Осман», яка зображує боротьбу поляків і запорізьких козаків проти турків і їхню переможну битву під Хотином.
1899 року письменник повернувся на Буковину: викладав україністику в учительській семінарії, в Чернівецькому університеті. Тут захистив дисертацію про українського поета і письменника Пантелеймона Куліша, сприяв популяризації буковинських письменників Юрія Федьковича, Сидора Воробкевича, Ольги Кобилянської та інших («Матеріали до життєписі Осипа Юрія Гординського Федьковича», 1910, «Життєпис Осипа Юрія Гординського Федьковича», 1911, упорядкування зібрання творів Федьковича і Воробкевича). З кінця XIX століття Маковей творив переважно як прозаїк («Весняні бурі». 1895, «Клопоти Савчихи», 1896, «Наші знакомі», 1901, «Оповідання», 1904, «Ярошенко», 1905, «Пустельник з Путни», 1909 тощо).
У повісті «Ярошенко» описано події Хотинської війни 1620—1621 років. 1907 року в газеті «Діло» Осип Маковей писав: «Ся війна описана майже день по дневі в різних пам'ятках і студіях. Усе це я уважно прочитав, а крім того, їздив ще в Бессарабію над Прут та над Дністер і в Кам'янець-Подільський подивитися на терен війни. Се дало основу повісті, і сю основу я міг лише у дрібничках змінити». Серед першоджерел, які використав Маковей у роботі над повістю, одне з найголовніших місць належить «Історії Хотинського походу» (1646) Якова Собеського — безпосереднього учасника Хотинської війни, одного з комісарів польської армії.
В оповіданнях і новелах письменник змальовував важке життя галицьких і буковинських селян, будні мешканців маленьких містечок, картини української історії. Виступив як блискучий майстер сатиричної та гумористичної новели (збірки «Наші знакомі», «Прижмуреним оком», численні публікації поза збірками).

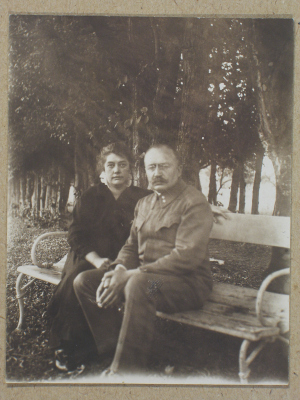
Осип Маковей з дружиною Ольгою Кордубою. Фото, орієнтовно поч. 20-х років ХХ ст.

Будзиновський В'ячеслав згадував, що під час першого прочитання творів Василя Стефаника професор Степан Смаль-Стоцький заплакав і сказав: «Я цікавий, яке вражіння зробить на Поліно» (так називали О. Маковея через сталеві нерви).
1910 року, через напружені стосунки з деякими духовними провідниками українських кіл (яких він викривав у сатиричних творах), письменник покинув Чернівці; мешкав до 1913 року у Львові, де викладав у жіночій вчительській семінарії при вул. Сакраменток, 7 (нинішня вул. Туган-Барановського).
З 1913 року до своєї смерті письменник обіймав (за винятком воєнної цезури) посаду директора вчительської семінарії у галицько-подільському містечку Заліщики. Під час першої світової війни служив військовим кореспондентом, поштовим цензором в австрійському війську.
Під час існування Галицької СРР був завідувачем відділу освіти повіту, заледве не потрапив під військовий трибунал т. зв. ГАНКА (Галицької ЧК; врятувався, перебравшись на Буковину за Дністром).
Помер 21 серпня 1925 року в м. Заліщики (нині Тернопільської області), де й похований.
У віршах, новелах, нарисах воєнних і повоєнних літ Маковей показував жорстокість фронтових боїв, трагічну долю українців російської імперії і австрійських українців, які почувалися етнічно спорідненими, проте мусили стріляти один в одного («Кроваве поле», 1921). Письменник вірив у краще майбутнє українського народу і своєю багатогранною діяльністю наближав його. В лютому 1921 року польська влада заарештувала Маковея за «українізацію» своєї гімназії й на декілька тижнів ув'язнила в Чортківській тюрмі.

### Сім'я
Був одружений; дружина письменника похована на Бережанському цвинтарі.

## Перекладацтво
Маковей перекладав з багатьох мов, збагатив українську літературу своїми інтерпретаціями творів польських (Адам Міцкевич, Генрик Сенкевич, Еліза Ожешко, Стефан Жеромський), німецьких (Генріх Гейне, К. Ф. Майєр), австрійських (Г. Зудерман, М. Ебнер-Ешенбах), данських (Й. П. Якобсен), французьких (Гі де Мопассан, Альфонс Доде, Еміль Золя, Е. М. Прево), англо-американських (Марк Твен, Джером Клапка Джером) авторів.

## Перелік творів
Власні твори:
Залісє: повість. 1897
3 житя і письменства (Слово і діло галицьких москвофілів) Публ. Не визначено 1899
3 житя і письменства. (Дещо з кореспонденції Лебединцева до історії галицької суспільности 60-тих років) Публ. Не визначено 1898
Андрій Чайковський: літературно-критична студія Наук. Нарис 1898
Гірські думи Худ. Поезія 1899
Два ставки (весняна іділля) Худ. Не визначено 1899
З істориї нашої фільольоґії. Три галицькі граматики (Іван Могильницький, Йосиф Левицький і Йосиф Лозинський) Істор. Нарис 1903
Веселі оповідання:
- Модний плуг (1898)
- Зуб мамута (1898)

Клопоти Савчихи Худ. Оповідання 1902
Людвік Якобовский. Посмертна згадка Істор. Не визначено 1901
Ольга Кобилянська (літературно-критична студия) Наук. Нарис 1899
Павло Грабовський (Дещо про його житє і діяльність) Наук. Нарис 1899
Панько Олелькович Куліш. Огляд його діяльності Істор. Праця 1900
Панько Олелькович Куліш. Огляд його дїяльности (з ЛНВ) Наук. Нарис 1900
Поезиї Осипа Маковея Худ. Поезія 1895
Поезії Худ. Не визначено 1967
Пригоди горобчика Дит. Оповідання 1922
Самота Худ. Нарис 1903
Самота (вид. 1898) Худ. Не визначено 1898
Стефан Ковалів Наук. Нарис 1900
Столітні роковини відродження українсько-руського письменства Публ. Не визначено 1898
Тимотей Бордуляк (Т. Ветлина) (літературно-критичний нарис) Наук. Нарис 1898
Ювилей 25-літньої літературної дїяльности Івана Франка Істор. Спогади 1898
Ярошенко Худ. Роман 1903
Переклади:
Анджеля Борджія (авт. Конрад Фердінанд Маєр) Худ. Новела 1899
Ані кусника! (авт. Еліза Ожешко) Худ. Новела 1898
Дневник Адама (авт. Марк Твен) Худ. Не визначено 1898
Пані Фенс (авт. Єнс Петер Якобсен) Худ. Новела 1898
Про критиків (авт. Джером К. Джером) Худ. Не визначено 1899
Така собі проста муха (авт. Кнут Гамсун) Худ. Новела 1899
Чи памятаєш? (авт. Еліза Ожешко) Худ. Новела 1898

## Вшанування пам'яті
До 1939 року українська гімназія у Яворові носила його ім'я. У 1958 році поряд з колишньою гімназією був відкритий пам'ятник Осипові Маковею, роботи львівського скульптора Д. Крвавича. 1992 року в батьківській хаті, де О. Маковей народився та провів усе своє життя відкрито та освячено меморіальний садибу-музей, а поряд з музеєм встановлене його погруддя. 1988 року в місті було створено суспільно-культурне товариство ім. Осипа Маковея, старанням якого у 1990 році на фасаді будівлі місцевої школи-гімназії, де навчався Осип Маковей встановлено меморіальну таблицю, а ім'я письменника повернуто навчальному закладу.
Також меморіальні таблиці встановлено:
- у Чернівцях, на фасаді будівлі колишньої вчительської семінарії (нині — педагогічний коледж Чернівецького національного університету) та на будинку на вул. Хмельницького, 36, де мешкав письменник.
- у Львові на фасаді будівлі колишньої вчительської жіночої семінарії (нині — педагогічний коледж Львівського національного університету імені Івана Франка на вул. Туган-Барановського, 7), де викладав Осип Маковей. Скульптор Олег Капустяк.

У краєзнавчому музеї в м. Бережани (у місті Осип Маковей не раз гостював у батьків дружини), оформлено меморіальний куток.
2017 року, до 150-ліття від дня народження Осипа Маковея, УДППЗ «Укрпошта» випустила поштову марку присвячену цій даті. 23 серпня 2017 року у районному «Народному домі» міста Яворова відбулась урочиста церемонія спеціального погашення поштової мініатюри.

## Світлини

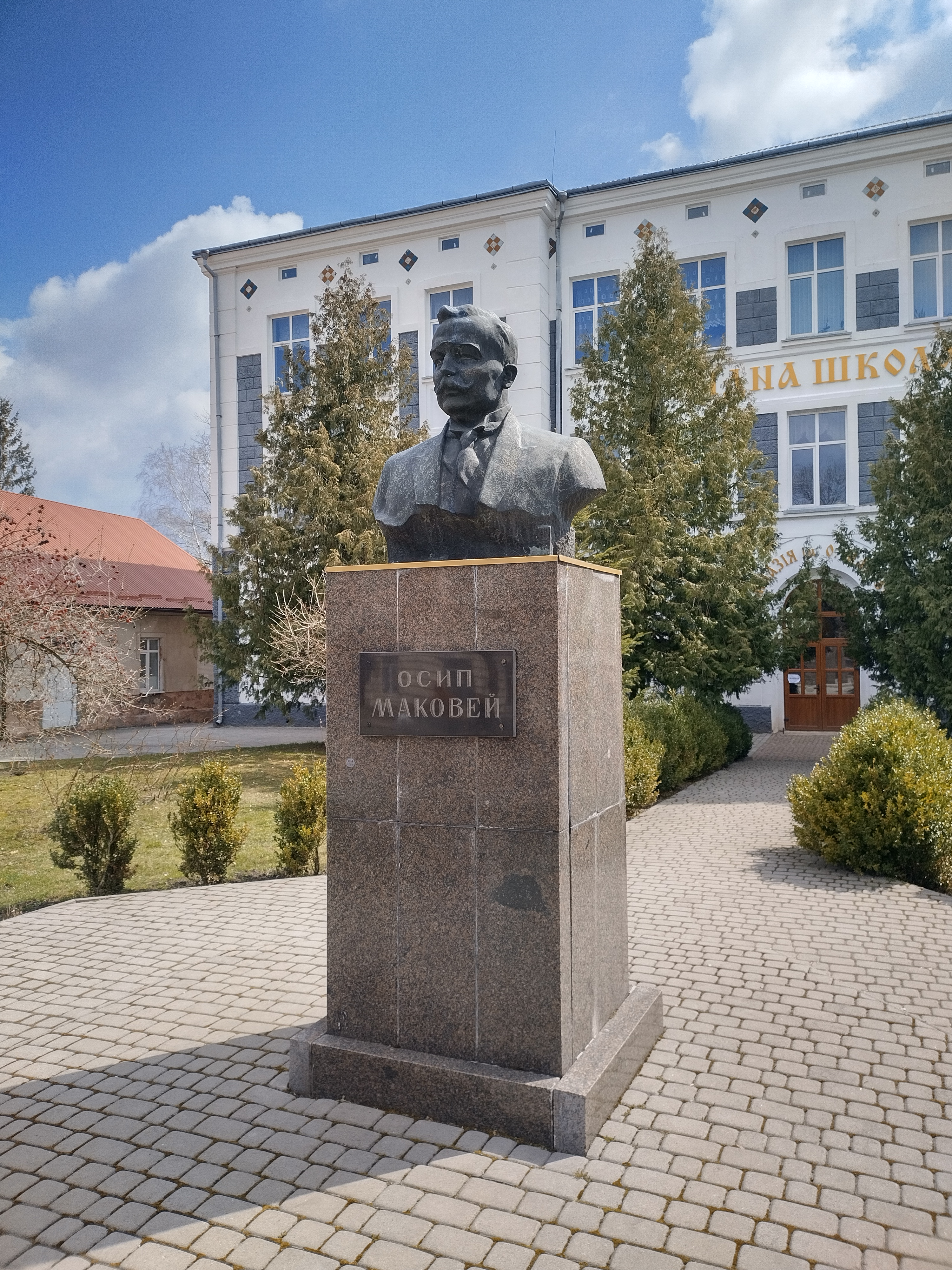
Пам'ятник Осипу Маковею перед однойменною гімназією у Яворові
Меморіальна таблиця на вул. Туган-Барановського, 7 у Львові
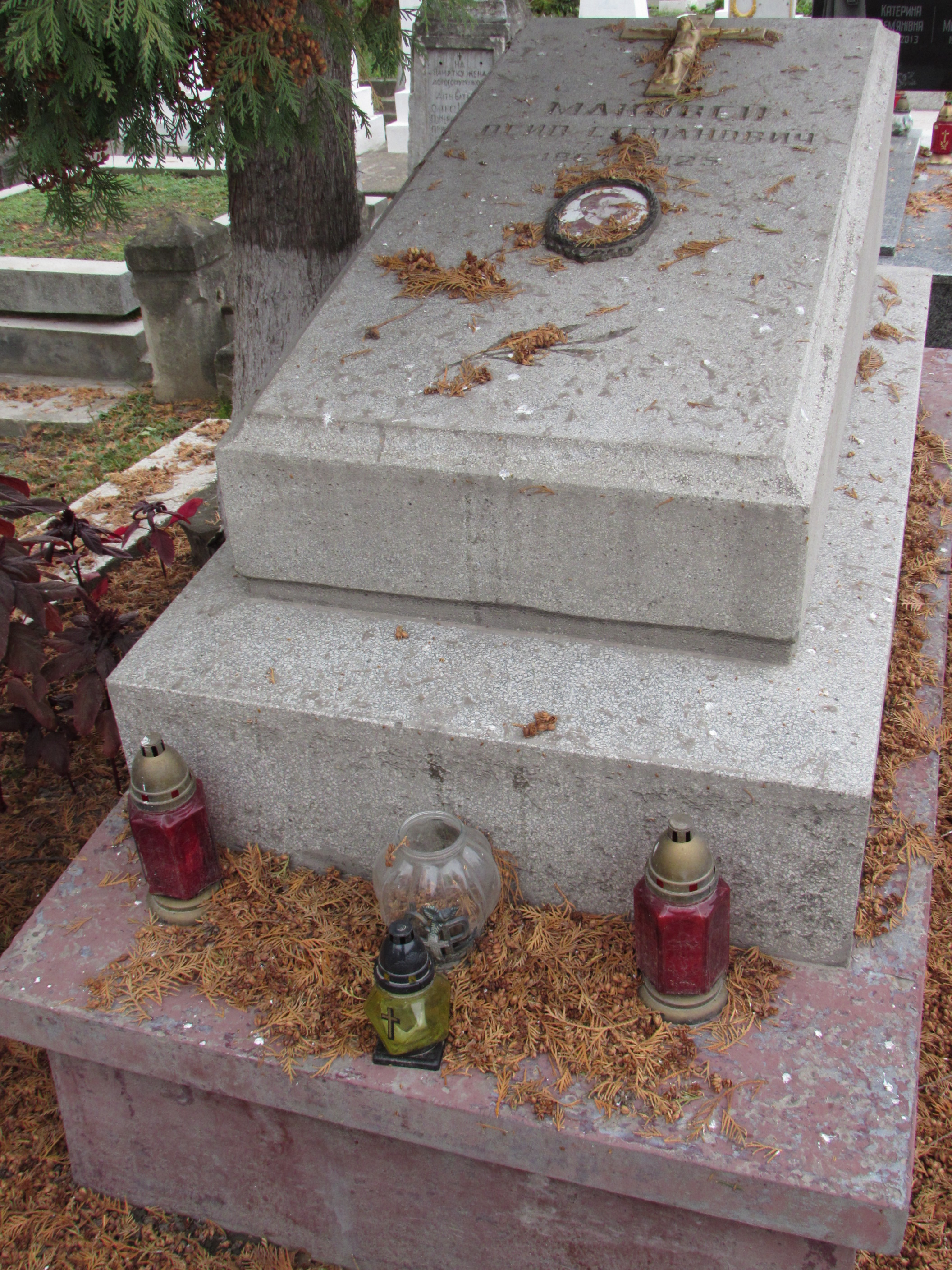
Надгробок Осипа Маковея